# Richard Wallis
Richard Wallis is een Engels golfprofessional. Wallis werkte enkele jaren op het hoofdkantoor van de PGA op The Belfry terwijl hij in Birmingham studeerde. 

## Loopbaan
Wallis werd in 2003 professional en werkte op de Walmer & Kingsdown Golf Club. Doordat hij veel nationale overwinningen behaalde en eind 2011 op de PGA Sultan Course van de Antalya Golf Club in Turkije de Titleist PGA Play-Offs won, kreeg hij invitaties voor diverse toernooien van de Europese PGA Tour, onder meer het Brits PGA Kampioenschap, het Welsh Open, het Scottish Open en het European Open.